# Law of Nature
Law of Nature est une œuvre philosophique du philosophe empiriste anglais John Locke.